# Fondán

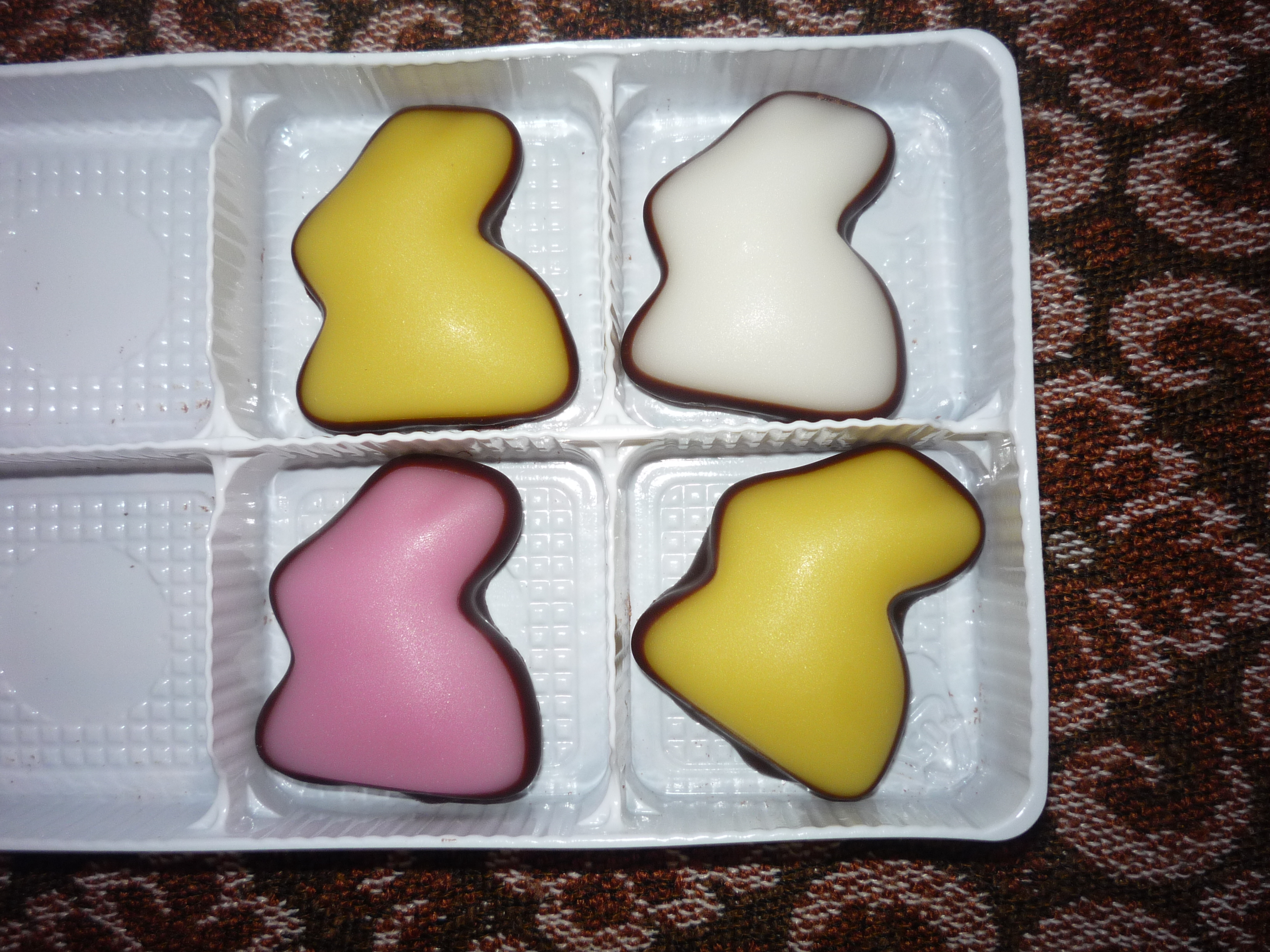
Velikonoční fondánové figurky

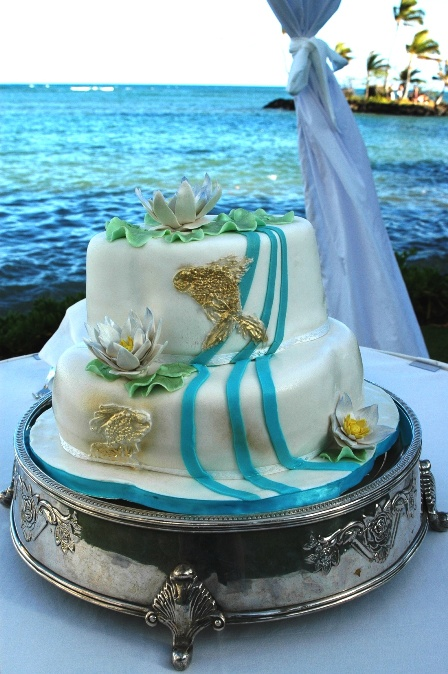
Svatební dort s fondánem

Fondán (francouzsky fondant) je bílá nebo obarvená cukrová hmota, za studena tuhá, která se dá snadno tvarovat, ale po vyschnutí ztvrdne a utvoří krustu. Vzhledem i způsobem použití připomíná marcipán, ten ale netuhne a není nikdy čistě bílý. Fondán se vyrábí ze sacharózy, popř. invertního cukru a škrobu. Slouží k výrobě a plnění bonbonů, potahování dortů, rolád, moučníků či modelování drobných ozdob (např. růžiček nebo zvířátek) apod. Jeho název pochází z francouzského slova „fondre“ neboli rozpustit, rozplývat se. A to je přesně to, co se s fondánem stane po vložení do úst.